# Viñedo de Gascuña
El viñedo de Gascuña, situado entre el rio Garona y los Pirineos montes, incluye una decena de denominaciones AOC (sigla francés: Appellation d'Origine Contrôlée, denominación de origen controlada), así como varias IGP (sigla francés también: Indication Géographique Protégée, Indicación geográfica protegida). Produce un conjunto de vinos tintos, rosados y blancos (secos o dulces), según la denominación. El viñedo también incluye la zona de producción de Armañac, y de Floc de Gascogne un vino de licor.
Varias uvas son típicas del viñedo de Gascuña, como el tannat (uva), característico de varios de sus vinos tintos y que proporciona vinos tánicos, o variedades de uva como petit manseng y gros manseng para vinos blancos.

## Situación
El viñedo de Gascuña es un subconjunto geográfico del Suroeste de Francia. Sus límites naturales son los Pirineos montes al sur, el Golfo de Vizcaya (Océano Atlántico) al oeste. Al noroeste, el viñedo de Burdeos (separado del viñedo de Gascuña) cubre los terruños del departamento de Gironda, incluidos comarcas o subprovincias de tradición gascona.
Aguas arriba de la Gironda, el rio Garona es el límite nororiental de la Gascuña lingüística, todas áreas de los dialectos gascones, alrededor del punto de confluencia del Garona con el Ariège al sur de Toulouse; el límite gascón/languedociano queda entonces más cerca del curso del Ariège, hasta el borde de los Pirineos.

## Historia

### Etimología
El término Gascuña deriva de Vasconia. El Ducado de Vasconia apareció en la Alta Edad Media, después del final del Imperio Romano, en las tierras de Aquitania descritas y conquistadas por Julio César. 
El gascón es una lengua romance con un sustrato de Aquitania, una forma antigua de euskera todavía presente cerca del Océano Atlántico y los Pirineos en el suroeste de Gascuña.

### Antigüedad
El vino fue introducido a principios de nuestra era por los romanos. La producción local de vino en Gascuña, atestiguada en la Edad Media, puede remontarse al Imperio Romano. los rollos de vid están presentes en mosaicos románicos o galorromanos. Los ritos del cristianismo, que se convirtió en la religión oficial del Imperio Romano en el IV, difundió el consumo de vino entre clérigos y laicos adinerados.

### Edad Media
El Ducado de Vasconia pasa a ser posesión del Ducado de Aquitania en el siglo XI. Tras la boda en 1152 de Leonor de Aquitania y del futuro (en 1154) rey de Inglaterra Enrique II Plantagenet inauguró tres siglos de Gascuña inglesa. Serán muy favorables al comercio internacional por mar de los vinos de Gascuña hacia el norte de Europa, y particularmente hacia Inglaterra.
Si Gascuña ya no tenía autonomía política desde el siglo XI, los documentos históricos indican el mantenimiento en Gascuña de diferencias culturales y lingüísticas con las regiones vecinas a lo largo de la Edad Media y hasta el siglo XVIII. Béarn, originalmente Vizcondado del Ducado de Vasconia, obtuvo un estatus especial de Gaston Fébus (1343-1391).
Antes de la época contemporánea, la proximidad del transporte fluvial o marítimo (y no la vía terrestre) era necesaria para el comercio del vino a larga distancia, y para el desarrollo de la viticultura. Los vinos de Borgoña se han beneficiado en particular del Sena y sus afluentes.
Burdeos es el principal puerto por el que se exportan los vinos de Gascuña, que pasan por el Garona y sus principales afluentes. En la Edad Media, los términos vinos gascones o vinos de Gascuña eran genéricos e incluían el moderno viñedo de Burdeos. El tráfico está limitado en invierno, cuando hay fuertes tormentas en el Golfo de Vizcaya. En otoño se exportan vinos de Burdeos o del país bajo (diócesis de Burdeos). La primavera siguiente, principalmente vinos de las tierras altas, procedentes de las localidades situadas aguas arriba de Saint-Macaire (Gironda) en el Garona.
Además del consumo local y la exportación marítima, la historia de la viña está ligada a la Romería de Santiago de Compostela, muchos peregrinos recorren los Caminos de Compostela en Francia que atraviesan el Suroeste y Gascuña.

### Época moderna
El comercio con los Países Bajos por el Adur y el puerto de Bayona favoreció, en los siglos XVII y XVIII, el desarrollo de viñedos cerca del río, en Gascuña y sus estribaciones pirenaicas, así como el de la destilación (mencionado en Gascuña desde el siglo XIV) en el origen del armañac.
Una tradición perdurable en el campo de Gascuña ha sido el goudale (una mezcla de sopa y vino tinto) al final de la sopa.

## Geografía de los viñedos

### Hidrografía
La geografía de los viñedos refleja la red hidrográfica: para las cuencas de los ríos Garona y Dordoña, el Dordoña al norte del Garona, el Garona en el eje central, y sus afluentes el Lot y el Tarn en la margen derecha, el Baïse en la margen izquierda. Más al sur, los vinos gascones de las estribaciones pirenaicas del Pays de l'Adour pasan por el puerto de Bayona a través del río Adour y sus principales afluentes (gaves de Pau y Oloron).

### Suelos y climas
Los terruños del viñedo de Gascuña están dominados por dos factores principales diferentes: las influencias oceánicas para el clima, y para los suelos la erosión de los Pirineos de donde proceden los aluviones arrastrados por los ríos de Gascuña, algunos formando parte de la cuenca del río Adour (la parte más suroeste de Gascuña), los otros son afluentes de la margen izquierda del Garona.
A esto se suma, sobre todo para los otros terruños del suroeste, la erosión del Macizo Central que alimenta los ríos afluentes del Garona en la margen derecha, aguas abajo de Toulouse.
Todo el viñedo de Gascuña tiene un clima oceánico (atlántico), con veranos calurosos e inviernos relativamente suaves. Los Pirineos ejercen influencia en su piedemonte, con un efecto foehn favorable a los vinos blancos dulces (cosechas tardías). Así como el viento autano, procedente del Mediterráneo a través del umbral de Naurouze, en la parte norte de Gascuña.

### Distribución geográfica
El viñedo de Gascuña se extiende sobre las estribaciones pirenaicas occidentales, que incluye el País del Adur (al suroeste) y las cuencas hidrográficas de los afluentes pirenaicos del Garona. Desde el Garona por el norte, hasta los valles pirenaicos por el sur (a excepción del País Vasco), y desde el Océano Atlántico (Golfo de Vizcaya) por el oeste hasta el meridiano de Toulouse por el este, también se extiende el área de los dialectos gascones
En el piedemonte pirenaico, los viñedos se extienden por las colinas que bordean el Nive, los gives de Pau y Oloron, y el Adur. Entre Adour y Garonne, en el centro de Gascuña, se encuentra el viñedo destinado a Armagnac (eau-de-vie) y Floc de Gascogne. En el norte de Gascuña, hay ciertas denominaciones cercanas al Garona.

## Denominaciones

### Gascuña garonesa
En el norte de Gascuña, son las denominaciones de: 
- Buzet, alrededor de Buzet-sur-Baïse en la margen izquierda del Garona, se encuentra tanto en el medio Garona como en los viñedos de Gascuña. Vinos (tintos, rosados y blancos) clasificados AOC desde19731973 . Principalmente suelos arcillo-calcáreos.
- Brulhois en el Brulhois: este terruño (y región natural de Francia) está situado en la margen izquierda del Garona, en el norte de Gascuña, y mira hacia el Agenais . Vinos (tintos y rosados) clasificados AOC desde 1984.

Forman parte de los vinos del Medio Garona que también incluyen: los Côtes-de-duras, los Côtes-du-marmandais y los vinos locales de Agenais.

### Armañac
En el centro de Gascuña, Armañac (fr: Armagnac) (clasificado AOC desde 1936 ) es un brandy de vino; la denominación abarca tres territorios.
- Bas-Armagnac, por parte de Landes y Gers. Suelos ácidos y arenosos.
- Armagnac-Ténarèze (o Ténarèze), en (otra) parte de Gers y Lot-et-Garonne. Suelos arcillo-calcáreos.
- Haut-Armagnac, en otra parte del Gers. Suelos calizos.

El Floc de Gascogne (clasificado AOC desde 1990), blanco o rosado/tinto, es un vino de licor producido en toda la denominación Armagnac (Bas-Armagnac, Ténarèze, Haut-Armagnac).

### Piedemonte pirenaico

#### Alrededor del Adur, son las denominaciones:[2]
- Tursan al sur del Adour ( Landas y Gers ). Vinos (tintos, rosados y blancos) clasificados AOC desde 2011.[13] Suelos calcáreos de melaza.
- Saint-Mont en el suroeste de Gers . Vinos (tintos, rosados y blancos) clasificados AOC desde 2011.[14] Suelos margosos calcáreos.
- Madiran, en Vic-Bilh, una región del Adour principalmente de Béarn, pero también de Bigourdan y Gers, ubicada en la margen izquierda, en las laderas sobre la curva formada por el Adour. Vino tinto clasificado AOC desde 1948.[15] Suelos variados (margosos, arcillo-calcáreos, arenoso-arcillosos, boulbènes).
- Pacherenc du Vic-Bilh, en la zona de Madiran. Vino blanco dulce clasificado AOC desde 1948.[15]

La historia de los actuales viñedos de Madiran y Saint-Mont Gascon, arraigada en la Edad Media, se remonta al Renacimiento.

#### Piedemonte pirenaico bearnés:[2]
- Jurançon, situado entre el Gave de Pau y el Gave d'Oloron. Vino blanco clasificado AOC desde 1936[17] (suave) y 1975 (seco). Suelos arcillo-calcáreos y arcillo-silíceos.
- Béarn, en las terrazas del Gave de Pau alrededor de Bellocq. Béarn rosé también se puede producir en la zona de Madiran, Béarn rouge o rosé en la zona de Jurançon. Vinos (tintos, rosados y blancos) clasificados AOC desde19751975 , la denominación Béarn-Bellocq es AOC desde 1991.

#### Piedemonte pirenaico vasco:[2]
- Irouléguy, en la Baja Navarra. Vinos (tintos, rosados y blancos) clasificados AOC desde 1970.[18]

### Otros viñedos (IGP)
La etiqueta de "Indicación Geográfica Protegida" (IGP) ha sustituido a los vinos locales:
- Côtes-de-gascogne es una IGP producida casi en el mismo territorio que Armagnac y Floc de Gascogne.
- Coteaux-de-chalosse se encuentra en Chalosse ( Landas ), al sur del Adour.
- El viñedo Sables-de-l'Océan (vino de las arenas) se extiende sobre una franja costera del departamento de las Landas, entre Capbreton (al sur) y Lit-et-Mixe (al norte).
- Ariège, Bigorre, Gers, Landes son IGP departamentales.

## Denominaciones, regiones vitivinícolas y regiones administrativas
Varias denominaciones se extienden a ambos lados del límite entre las regiones francesas Nueva Aquitania y Occitania:
- Brulhois, entre tres departamentos franceses: Lot-et-Garonne, Tarn-et-Garonne y una pequeña parte de Gers .
- Armagnac y Floc de Gascogne, entre tres departamentos franceses: Gers, Landas y Lot-et-Garonne. Más precisamente, el Gers comparte con las Landas la denominación Bas-Armagnac, con Lot-et-Garonne la denominación Ténarèze.
- Madiran y Pacherenc du Vic-Bilh, entre tres departamentos franceses: Pirineos Atlánticos, Altos Pirineos y Gers. Madiran es un municipio de los Altos Pirineos, pero la mayoría de los municipios de la denominación se encuentran en Béarn (Pirineos Atlánticos).

Los departamentos de Landes, Pirineos Atlánticos y Lot-et-Garonne se encuentran en la región de Nueva Aquitania. Los departamentos de Gers, Hautes-Pyrénées y Tarn-et-Garonne se encuentran en la región de Occitania.